# Високо друштво (филм из 1956)
Високо друштво (енгл. High Society) је амерички филм из 1956. који је режирао Чарлс Волтерс. Главне улоге тумаче Грејс Кели, Бинг Крозби и Френк Синатра. Овај филм је био последњи на ком се појавила Грејс Кели и последњи њен глумачки пројекат уопште.

## Радња
Џез музичар Декстер, разведен је од љубави свог живота, Трејси Лорд. Али то и није оно најгоре. Трејси се припрема за други брак, што ће присилити неутешног Декстера на драстичан потез. Целу ситуацију додатно ће закомпликовати амбициозни новинар, Мајк Конор, који одлучује да тестира своје заводничке вештине на прелепој Трејси.

## Улоге
| Глумац        | Улога               |
| ------------- | ------------------- |
| Грејс Кели    | Трејси Саманта Лорд |
| Бинг Крозби   | Декстер             |
| Френк Синатра | Мајк Конор          |
| Селест Хоум   |                     |
| Луј Армстронг |                     |